# Ghelari
Ghelari – wieś w Rumunii, w okręgu Hunedoara, w gminie Ghelari. W 2011 roku liczyła 1670 mieszkańców.